# Claude Nau
Pour les articles homonymes, voir Nau.
Claude Nau (1574-1605), puis Claude Nau de la Boisseliere après 1605, était secrétaire confidentiel de Marie Stuart de 1575 à 1586.

## Biographie
Claude Nau était un brillant avocat au barreau de Paris où il a été recruté par la famille de Guise en 1574 pour être le secrétaire de Marie. Il a été présenté par le duc de Guise, le neveu de Marie, à Henri III de France qui lui a donné accréditation diplomatique et l'envoya à Élisabeth Ire d'Angleterre. Elizabeth lui donna une lettre d'introduction pour le comte de Shrewsbury, gardien de la reine d'Écosse au château de Sheffield. Nau a souvent été mentionné dans la correspondance de Marie, et beaucoup de ses lettres ont survécu.
En juin 1579, Marie envoya Nau comme son ambassadeur auprès de son fils, Jacques VI d'Écosse, au lieu de John Lesley, évêque de Ross. Toutefois, le tribunal écossais au Château de Stirling ne lui permit pas d'audience, apparemment parce que la lettre de Marie avait été adressée à son fils, pas au roi. Bien que Nau ait été accompagnée par Nicholas Arrington, prévôt de Berwick-upon-Tweed, il n'avait pas de papiers d'Elizabeth. Le Conseil privé d'Écosse a publié une proclamation dont la sentence était de partir.
Le frère de Claude, le sieur de Fontenay, envoyé de France, a eu plus de succès. Fontenay a pu rencontrer Jacques VI d'Écosse en août 1584. Fontenay écrit à Claude de sa bonne réception, Jacques l'avait rencontré dans son cabinet au Palais de Holyrood, et lui prêta un cheval pour rejoindre la chasse. En novembre 1584, Nau parlait avec Elizabeth, au sujet des allégations de Marie contre Bess de Hardwick. Nau a été arrêté au château de Chartley en 1586, mais semble avoir vécu confortablement avec la famille de Francis Walsingham.
Nau a été remis en liberté sur 7 septembre 1587, et a immédiatement été renvoyé en France. À son retour, il fut disculpé des accusations de trahison à Marie par le roi et le duc de Guise puis nommé conseiller et intendant des finances, et le 1er juillet 1600 secrétaire ordinaire de la chambre du roi. 
Par Henri IV, il fut anobli par lettres en date à Fontainebleau mai 1605.
Par sa femme, Anne du Jardin, Nau a eu un fils, Jacques, et trois filles, Claude, Marthe et Marie.